# ألتون لينون
ألتون لينون هو محامي وقاضي وسياسي أمريكي، ولد في 17 أغسطس 1906 في ويلمينغتون في الولايات المتحدة، وتوفي بنفس المكان في 28 ديسمبر 1986. نشط حزبياً في الحزب الديمقراطي. وقد انتخب عضو مجلس الشيوخ الأمريكي ‏ عن دائرة North Carolina Class 2 senate seat ‏ وقد انضم خلال فترته النيابية ‏ (10 يوليو 1953 – 28 نوفمبر 1954) للكتلة البرلمانية الحزب الديمقراطي وانتخب عضو مجلس ولاية كارولاينا الشمالية ‏ (1947 – 1951) وانتخب عضو مجلس النواب الأمريكي عن دائرة North Carolina's 7th congressional district ‏ (3 يناير 1957 – 3 يناير 1973).